# Куузик, Тийт
Тийт Ку́узик (эст. Tiit Kuusik; имя при рождении Ди́трих Я́нович Куузик; 1911—1990) — эстонский, советский оперный певец (баритон), педагог. Народный артист СССР (1954). Лауреат двух Сталинских премий второй степени (1950, 1952).

## Биография
Дитрих Куузик родился 29 августа (11 сентября) 1911 года в Пернове (ныне — Пярну, Эстония).
Вырос в Пярну, где получил среднее образование в гимназии для мальчиков. Выступал в школьном танцевальном оркестре, играя на скрипке, виолончели и ударных музыкальных инструментах, пел в школьном хоре мальчиков.
После окончания гимназии брал уроки пения у преподавателя вокала Елены Ребасельт.
В 1938 году окончил Таллинскую консерваторию (ныне Эстонская академия музыки и театра) по классу А. Ардера.
В 1938—1940 годах — солист Венской Фольксопер (Австрия). В 1942—1943 годах — солист Кассельской оперы (Германия).
В 1940—1941 и в 1944—1988 годах — солист Театра «Эстония» (с 1949 — Эстонский театр оперы и балета, ныне Национальная опера «Эстония») в Таллине. Исполнил партии в 46 операх и одной оперетте.
Выступал в качестве солиста Эстонского национального мужского хора.
Вёл концертную деятельность. Выступал как камерный певец, являясь одним из лучших интерпретаторов эстрадной камерной музыки. В его репертуаре более 600 песен и романсов, произведения Ф. Шуберта, Р. Шумана, И. Брамса, П. И. Чайковского, С. В. Рахманинова, Я. Сибелиуса, Э. Aава, М. Саара, Артура, Эугена и Виллема Каппов, Э. Оя, Г. Г. Эрнесакса.
Участвовал в исполнении ораториально-кантатных произведений — «Симфония № 9» Л. ван Бетховена, «Uus isamaa» Э. Грига, «Сотворение мира» Й. Гайдна, «Carmina Burana» К. Орфа, «Лунная оратория» Э. М. Тамберга, «Калевипоэг» В. Тормиса
Его первый сольный концерт состоялся в Большом зале Ленинградской филармонии 16 марта 1946 года.
Лауреат многих международных конкурсов вокалистов.
Гастролировал по городам СССР и за рубежом. Пел в Большом театре Москвы, Шведской королевской опере.
С 1940 года преподавал в Таллинской консерватории (с 1947 — профессор). Среди его учеников — Г. Отс, А. Кюльванд, Э. Лепа, Р. Аланго и А. Роолайд.
Член Театрального союза Эстонии с 1945 года.
Депутат Верховного Совета Эстонской ССР 5-го созыва.
Умер 15 августа 1990 года в Таллине. Похоронен на Лесном кладбище.

### Семья
- Сын — Кайдо Куузик[2]

## Партии
- «Евгений Онегин» П. И. Чайковского — Онегин
- «Борис Годунов» М. П. Мусоргского — Борис Годунов
- «Риголетто» Дж. Верди — Риголетто
- «Севильский цирюльник» Дж. Россини — Фигаро
- «Фауст» Ш. Гуно — Мефистофель
- «Певец Свободы» Э. А. Каппа — Раю
- «Огни мщения» Э. А. Каппа — Вамбо
- «Демон» А. Г. Рубинштейна — Демон
- «Князь Игорь» А. П. Бородина — князь Игорь
- «Отелло» Дж. Верди — Яго
- «Бал-маскарад» Дж. Верди — Ренато
- «Травиата» Дж. Верди — Жермон
- «Паяцы» Р. Леонкавалло — Тонио и Сильвио
- «Боевое крещение» Г. Г. Эрнесакса — Рауд
- «Руслан и Людмила» М. И. Глинки — Руслан
- «Никита Вершинин» Д. Б. Кабалевского — Вершинин
- «Тоска» Дж. Пуччини — Скарпиа
- «Лембиту» В. Х. Каппа — Лембиту
- «Кармен» Ж. Бизе — Эскамильо
- «Летучий голландец» Р. Вагнера — Голландец
- «Венская кровь» И. Штрауса — Премьер-министр
- «Луиза Миллер» Дж. Верди — Миллер
- «Аттила» Дж. Верди — Эцио
- «Берег бурь» Г. Г. Эрнесакса — граф Унгерн-Штернберг
- «Алеко» С. В. Рахманинова — Алеко
- «Плащ» Дж. Пуччини — Микеле
- «Садко» Н. А. Римского-Корсакова — Külmataat
- «Пиковая дама» П. И. Чайковского — Томский
- «Царская невеста» Н. А. Римского-Корсакова — Грязной
- «Моцарт и Сальери» Н. А. Римского-Корсакова — Сальери
- «Аида» Дж. Верди — Амонасро
- «Трубадур» Дж. Верди — Ди Луна
- «Лючия ди Ламмермур» Г. Доницетти — Энрико

## Память
- В 1993 году Музыкально-певческое общество «Эстония» основало фонд имени Т. Куузика для организации и поддержки конкурсов певцов.
- С 1994 года Музыкально-певческое общество «Эстония» организует Международный конкурс вокалистов имени Т. Куузика.

## Награды и звания
- 1-я премия Международного конкурса вокалистов в Вене (1938)
- Заслуженный артист Эстонской ССР (1945)
- Народный артист Эстонской ССР (1952)
- Народный артист СССР (1954)
- Сталинская премия второй степени (1950) — за исполнение заглавной партии в оперном спектакле «Евгений Онегин» П. И. Чайковского
- Сталинская премия второй степени (1952) — за исполнение партии Раю в оперном спектакле «Певец свободы» Э. А. Каппа
- Государственная премия Эстонской ССР (1949, 1959, 1967)
- Орден Ленина (1956)
- Орден Октябрьской Революции (1986)
- Орден Трудового Красного Знамени (1971)
- Орден Дружбы народов (1981)
- Орден «Знак Почёта» (1965)
- медали